# 細紋海豬魚
細紋海豬魚，為輻鰭魚綱鱸形目隆頭魚亞目隆頭魚科的其中一種，分布於西印度洋的波斯灣海域，棲息深度2-15公尺，體長可達10.4公分，生活習性不明。